# Fratelli La Bionda s.r.l.
Fratelli La Bionda s.r.l. è il primo album dei Fratelli La Bionda, pubblicato dalla Dischi Ricordi a dicembre del 1972.

## Descrizione
Lontano dallo stile con cui in seguito i due fratelli raggiungeranno il successo mondiale, cioè la disco music, quest'album si caratterizza invece per le atmosfere folk e acustiche.
Le musiche delle canzoni sono scritte da Carmelo e Michelangelo La Bionda, mentre i testi sono di Bruno Lauzi. I brani Stills e Rag. sono strumentali.
Le canzoni Il coniglio rosa e Al mercato dei fiori erano già state incise nel 1971 da Lauzi nel suo album doppio Amore caro amore bello......
Tra i musicisti che partecipano al disco sono da ricordare Eugenio Finardi, Dario Baldan Bembo, Pino Presti, Ellade Bandini. La copertina della ristampa Orizzonte del disco, datata 1979, raffigura i due fratelli fotografati di spalle mentre tengono con le mani uno scimpanzé.
Gli arrangiamenti e la direzione d'orchestra sono curati da Natale Massara, ex componente dei Ribelli.
Le canzoni sono pubblicate in coedizione dalle edizioni musicali Numero Uno, dalle edizioni musicali Pegaso (a queste due case era legato Lauzi) e dalle Edizioni musicali Come il vento.

## Tracce
Lato A
1. Il primo giorno dell'anno - 2:10
2. La diligenza - 4:21
3. Che dispiacere questa città - 5:10
4. Il coniglio rosa - 3:37
5. Al nord - 3:33

Lato B
1. Io e Zaffaroni - 4:41
2. Stills - 3:59
3. Devo andare - 3:42
4. Rag. - 1:00
5. Al mercato dei fiori - 3:19
6. Il primo giorno dell'anno  (Ripresa) - 3:22

## Formazione
- Carmelo La Bionda - voce, chitarra acustica
- Michelangelo La Bionda - voce, chitarra acustica
- Dario Baldan Bembo - tastiera
- Adalberto Zappalà - chitarra acustica, chitarra elettrica
- Gigi Cappellotto - basso
- Andy Surdi - batteria
- Pino Presti - basso (in Il coniglio rosa e Al mercato dei fiori)
- Ellade Bandini - batteria (in La diligenza)
- Angel Salvador - basso (in La diligenza)
- Eugenio Finardi - armonica (in Io e Zaffaroni e Stills)
- Bart Herreman, Marva Jan Marrow, Roberta Zanuso, Nicoletta Roberto, Andrea Paravicini - cori